# Excorallana berbicensis
Excorallana berbicensis är en kräftdjursart som beskrevs av David R. Boone 1918. Excorallana berbicensis ingår i släktet Excorallana och familjen Corallanidae. Inga underarter finns listade i Catalogue of Life.